# Peter Gade
Peter Heg Gade (rođen 14. decembar 1976 u Olborgu, Danska) penzionisani je danski profesionalni igrač badmintona. On sada obitava u Holtu u Kopenhagenu. Peter ima dvoje dece sa bivšom rukometnom igračicom Kamilom Heg.
Gade je svoj pečat u istoriji badmintona ostavio osvajanjem sigle titule 1999. godine i sa svojih pet titula Sveengleskog otvorenog badmintonskog šampionata u disciplini muški singl. Na vrhu svetskih rang listi je bio od 1998. do 2001. Sa svoje 22 grand-pri titule postao je jedan od najuspešnijih igrača u sportu. Dana 22. juna 2006. nakratko je ponovo osvojio prvo mesto na svetskoj rang listi. To je ostvario nakon osvajanja Singapurskog otvorenog prvenstva i plasmana u četvrtfinale na Otvorenom turniru Malezije.
Porazom u četvrtfinalu Otvorenog prvenstva Francuske 2012. penzionisao se iz međunarodnog takmičenja.

## Karijera

### Internacionalni turniri
Muški singlovi, osim ako nije drugačije navedeno
- 1994 — Svetski juniorski šampionat u muškim parovima (partner Peder Nisen)
- 1995 — Evropski juniorski šampionat
- 1996 — Škotsko otvoreno prvenstvo
- 1997 — Nemačko otvoreno prvenstvo, Tajvansko otvoreno prvenstvo, Hongkoško otvoreno prvenstvo
- 1998 — Japansko otvoreno prvenstvo, Švajcarsko otvoreno prvenstvo, Dansko otvoreno prvenstvo, Malezijsko otvoreno prvenstvo, Evropski šampionat
- 1999 — Sveengleski otvoreni badmintonski šampionat, Ipoh masters, Kopenhagenski masters, Japansko otvoreno prvenstvo, Svetski grandpri
- 2000 — Korejsko otvoreno prvenstvo, Dansko otvoreno prvenstvo, Tajvansko otvoreno prvenstvo, Evropski šampionat, Kopenhagenski masters
- 2001 — Kopenhagenski masters, Korejsko otvoreno prvenstvo
- 2002 — Evropski šampionat, US otvoreno prvenstvo, Kopenhagenski masters
- 2004 — Evropski šampionat, Kopenhagenski masters
- 2005 — Korejsko otvoreno prvenstvo, Kopenhagenski masters
- 2006 — Evropski šampionat, Aviva Singapursko otvoreno prvenstvo, Kopenhagenski masters
- 2007 — Malezijsko otvoreno prvenstvo, Kopenhagenski masters
- 2008 — Dansko otvoreno prvenstvo, Francusko otvoreno prvenstvo, Kopenhagenski masters[3]
- 2009 — Korejsko otvoreno prvenstvo
- 2010 — Evropski šampionat, Kopenhagenski masters

### BWF Super serija
| Legenda | Legenda         |
| ------- | --------------- |
| 1       | Pobednik        |
| 2       | Drugoplasirani  |
| SF      | Polufinalista   |
| QF      | Četvrtfinalista |
| R2      | Zadnjih 16      |
| R1      | Zadnih 32       |
| Q       | Kvalifikacija   |
| DNP     | Nije igrao      |

## Ostvarenja

### BWF svetski šampionati
Muški singlovi
| Godina | Mesto održavanja                                   | Oponent      | Poeni              | Result |
| ------ | -------------------------------------------------- | ------------ | ------------------ | ------ |
| 2011   | Vembli arena, London, Engleska                     | Lin Dan      | 24–22, 7–21, 15–21 | Bronza |
| 2010   | Stade Pjer de Kuberten, Pariz, Francuska           | Čen Đin      | 21–19, 8–21, 11–21 | Bronza |
| 2005   | Arouhed pond, Anahajm, Sjedinjene Države           | Lin Dan      | 9–15, 15–13, 11–15 | Bronza |
| 2001   | Palasio de Deportes de San Pablo, Sevilja, Španija | Hendravan    | 6–15, 16–17        | Srebro |
| 1999   | Brendbi arena, Kopenhagen, Danska                  | Fung Permadi | 11–15, 15–1, 14–15 | Bronza |

### Evropski šampionati
Muški singlovi
| Godina | Mesto održavanja                                    | Oponent               | Poeni        | Result |
| ------ | --------------------------------------------------- | --------------------- | ------------ | ------ |
| 2010   | Mančesterska Ivning nuz arena, Mančester, Engleska  | Jan E. Jergensen      | 21–14, 21–11 | Zlato  |
| 2006   | Masport sportova i događaja, Hertogenbos, Holandija | Kenet Jonasen         | 21–19, 21–18 | Zlato  |
| 2004   | Palata sportova, Ženeva, Švajcarska                 | Kenet Jonasen         | 15–9, 15–10  | Zlato  |
| 2000   | Kelvinov hol, Glazgov, Škotska                      | Pul-Erik Hejer Larsen | 15–5, 15–11  | Zlato  |
| 1998   | Zimska sportska palata, Sofija, Bugarska            | Kenet Jonasen         | 15–8, 15–4   | Zlato  |

### Svetski juniorski šampionati
Dečački parovi
| Year | Venue                                                         | Partner     | Opponent         | Score        | Result |
| ---- | ------------------------------------------------------------- | ----------- | ---------------- | ------------ | ------ |
| 1994 | Kuala Lumpurski badmintonski stadijum, Kuala Lumpur, Malezija | Peder Nisen | Eng Hian Andreas | 15–10, 15–11 | Zlato  |

### Evropski juniorski šampionati
Dečački singlovi
| Year | Venue            | Opponent      | Score | Result |
| ---- | ---------------- | ------------- | ----- | ------ |
| 1995 | Njitra, Slovačka | Mark Konstabl | –, –  | Zlato  |

Dečački parovi
| Year | Venue            | Partner     | Opponent                    | Score | Result |
| ---- | ---------------- | ----------- | --------------------------- | ----- | ------ |
| 1995 | Njitra, Slovačka | Peder Nisen | Jonas Rasmusen Seren Hansen | –, –  | Zlato  |

### BWF superserija
BWF superserija, započeta 14. decembra 2006. i implementirana 2007. godine, je serija elitnih badmintonskih turnira, koje podržava Svetska badmintonska federacija (BWF). BWF superserija ima dva nivoa: superserija i premijerna superserija. Sezona superserija, koja je uvedena 2011. godine, sadrži dvanaest turnira širom sveta. Uspešni igraći se pozivaju na finale superserije na kraju godine.
Miški singlovi
| Godina | Turnir                          | Oponent        | Bodovi              | Result         |
| ------ | ------------------------------- | -------------- | ------------------- | -------------- |
| 2011   | Indonezijsko otvoreno prvenstvo | Li Čong Vej    | 11–21, 7–21         | Drugoplasirani |
| 2011   | Indijsko otvoreno prvenstvo     | Li Čong Vej    | 12–21, 21–12, 15–21 | Drugoplasirani |
| 2010   | Finale superserije              | Li Čong Vej    | 9–21, 14–21         | Drugoplasirani |
| 2010   | Korejsko otvoreno prvenstvo     | Li Čong Vej    | 12–21, 11–21        | Drugoplasirani |
| 2009   | Hongkoško otvoreno prvenstvo    | Li Čong Vej    | 13–21, 21–13, 16–21 | Drugoplasirani |
| 2009   | Korejsko otvoreno prvenstvo     | Li Čong Vej    | 21–18, 10–21, 21–17 | Pobednik       |
| 2008   | Finale superserije              | Li Čong Vej    | 8–21, 16–21         | Drugoplasirani |
| 2008   | Francusko otvoreno prvenstvo    | Taufik Hidajat | 16–21, 21–17, 21–7  | Pobednik       |
| 2008   | Dansko otvoreno prvenstvo       | Joakim Person  | 21–18, 17–21, 21–14 | Pobednik       |
| 2007   | Malezijsko otvoreno prvenstvo   | Bao Čunlaj     | 21–15, 17–21, 21–14 | Pobednik       |

  Finale BWF superserije
  BWF premijerna superserija
  BWF superserija

## Odlikovanja
- Specijal nagrada DBF 2006.
- IBF svetski badmintonski igrač godine 1998.[4]

## Spoljašnje veze
- Zvanični veb-sajt
- Peter Gade at BWF.tournamentsoftware.com
- „Peter Gade at London2012.com”. Архивирано из оригинала 29. 4. 2013. г. Приступљено 2. 8. 2012.